# Vårdhögskolan, Malmö
Institutionen för vårdvetenskap vid Malmö universitets Fakultet för hälsa och samhälle är i dagligt tal även känd som Vårdhögskolan (i Malmö), och ursprungligen, före 1983, som Malmö stads sjuksköterskeskola grundad 1959.
Fakulteten för hälsa och samhälle har i huvudsak sina lokaler på sjukhusområdet i Malmö.
Här utbildas, förutom sjuksköterskor, även specialistsjuksköterskor med magisterexamen, 2025 med inriktning medicinsk vård respektive barn- och ungdomsvård.
Vårdhögskolan drevs till 1998 i Malmö kommuns regi, eftersom Malmö stad stod utanför det landsting som omfattade resten av Malmöhus län, och som inom sitt verksamhetsområde drev bland annat sjuksköterskeskolor och liknande utbildningar.